# Välkommen upp
Välkommen upp (ryska: Добро пожаловать!, Dobro pozjalovat!) är en sovjetisk animerad film från 1986, baserad på sagan Thidwick the Big-Hearted Moose av Dr Seuss. Filmen spelades in med glasmålningsteknik av regissören Alexej Karajev och konstnären Alexander Petrov.

## Handling
En godtrogen älg som vandrar genom skogen går med på att bära en coloradoskalbagge på sina horn. En spindel gör honom snart sällskap, sedan några fåglar, en hel familj trädekorrar och till och med en björn. Gästerna gör sig hemmastadda i älgens horn och glömmer att hornen inte är deras. När älgen tänker gå över till andra sidan stranden släpper inte hans "gäster" över honom. Då hörs ett skott, och älgen springer i panik genom skogen. Han flyr bort och räddar alla sina gäster, som sedan håller ett tacktal och säger att de aldrig kommer att lämna honom. Och så plötsligt ramlar hornen av älgen eftersom det var dags att kasta av dem. De förstummade "gästerna" tittar efter när älgen går hem och muttrar: "De var ändå ganska obekväma."

## Rollista
- Anatolij Barantsev — Skalbagge
- Alexej Borzunov — Spindel / hackspett
- Jurij Volintsev — Älg
- Ljudmila Gnilova — Ekorre
- Jevgenij Leonov — Björn
- Klara Rumjanova — Skata / Lodjur

### Svenska röster
- Hans Ernback
- Lars Hansson
- Lena Dahlman
- Sture Ström
- Översättning — Julian Birbrajer
- Svensk bearbetning — Ulf Reinhard[3]

## Filmteam
- Regissör — Aleksej Karajev
- Manusförfattare — Jurij Koval
- Scenograf — Aleksandr Petrov
- Designer — Andrej Zolotuchin
- Filmfotograf — Nikolaj Gribkov, Sergej Resjetnikov
- Producent — V. Chizjnjakova
- Kompositör  — Anatolij Nimenskij
- Ljuddesigner — Vjacheslav Belov
- Redaktör — E. Orlinkova
- Klippare — L. Permjakova